# Amaury de Nesle
Pour les articles homonymes, voir Nesle (homonymie).
Amaury de Nesle, prélat picard originaire de Nesle, fut prieur du Saint-Sépulcre, puis patriarche latin de Jérusalem de 1158 à 1180. Il est mort le 6 octobre 1180, en Palestine.